# 엄대섭 (1914년)
엄대섭(1914년 11월 24일~1996년 8월 13일)은 대한민국의 정치인이다. 제5대 국회의원을 지냈다.

## 역대 선거 결과
|  | 11.14% |

|  | 17.70% |

|  | 0% |